# Оскар Шредер
Оскар Шредер (нім. Oskar Schröder; 6 лютого 1891, Ганновер — 26 грудня 1959, Мюнхен) — німецький військовий медик, професор, доктор медицини, генерал медичної служби люфтваффе. Кавалер Лицарського хреста Хреста Воєнних заслуг з мечами.

## Біографія
В квітні-вересні 1910 року проходив строкову службу в 2-му пішому гвардійському полку. В 1910/14 роках навчався в Академії імператора Вільгельма. З початком Першої світової війни призваний в армію, був поранений. Після демобілізації армії залишений в рейхсвері. З 1 квітня 1931 року служив у санітарній інспекції Імперського військового міністерства. 1 вересня 1935 року переведений в люфтваффе і призначений начальником групи санітарної інспекції ВПС, з 1 серпня 1938 року — начальник відділу, з 1 травня 1939 року — начальник штабу. З 1 лютого 1940 року — головний лікар 2-го повітряного флоту, з 1942 року — командування ВПС «Південь». 15 серпня 1943 року знову переведений в інспекцію санітарної служби, а після відставки Еріха Гіппке 1 січня 1944 року призначений інспектором. Одночасно з 1 квітня 1944 року — начальник санітарної служби ВПС, а в квітні-травні 1945 року також очолював санітарну службу вермахту на Півдні. 8 травня 1945 року взятий в полон американськими військами. Як підсудний залучений до Нюрнберзького процесу у справі лікарів. Визнаний винним у причетності до проведення експериментів над в'язнями концтаборів під час війни і 19 липня 1947 року засуджений до довічного ув'язнення. За апеляцією термін був знижений до 15 років. 1 квітня 1954 року звільнений. Співпрацював із ВПС США.

## Звання
- Feldunterarzt (2 серпня 1914)
- Feldhilfsarzt (12 квітня 1916)
- Лейтенант медичної служби (12 грудня 1916)
- Оберлейтенант МС (18 травня 1920)
- Гауптман МС (1 лютого 1924)
- Майор МС (1 жовтня 1933)
- Оберстлейтенант МС (1 січня 1936)
- Оберст МС (1 серпня 1938)
- Генерал-майор МС (1 червня 1940)
- Генерал-лейтенант МС (1 червня 1942)
- Генерал МС (1 січня 1944)

## Нагороди
- Залізний хрест 2-го і 1-го класу
- Нагрудний знак «За поранення» в чорному
- Почесний хрест ветерана війни з мечами
- Медаль «За вислугу років у Вермахті» 4-го, 3-го, 2-го і 1-го класу (25 років; 2 жовтня 1936) — отримав 3 нагороди одночасно.
- Почесний знак Німецького Червоного Хреста 1-го класу
- Орден Корони Італії, великий офіцерський хрест
- Медаль «У пам'ять 13 березня 1938 року»
- Медаль «У пам'ять 1 жовтня 1938»
- Застібка до Залізного хреста 2-го класу
- Імперський орден Ярма та Стріл (Іспанія; 12 травня 1941)
- Хрест Воєнних заслуг 2-го і 1-го класу з мечами
- Німецький хрест в сріблі (20 березня 1944)
- Лицарський хрест Хреста Воєнних заслуг з мечами (1 лютого 1945)